# Rhytiphora ferruginea
Rhytiphora ferruginea är en skalbaggsart som beskrevs av Aurivillius 1917. Rhytiphora ferruginea ingår i släktet Rhytiphora och familjen långhorningar. Inga underarter finns listade i Catalogue of Life.